# シンハ
シンハ（Siṃha）は、サンスクリットでライオンを意味する語。漢訳仏典では「獅子、師子（しし）」と漢訳される。百獣の王として仏典に頻出することから、仏教圏では、仏教絵画、仏教彫刻などにおいて、様々に図像化された。仏教のふるさとインドにおいては、野生のインドライオンが生息することから、アショーカ王の柱頭に見えるシンハ像はきわめて写実的であるが、ライオンの生息しない諸国においては、狛犬状の形態にデフォルメされて描写された。
タイ語では h が黙字となりシン（สิงห์）となる。なお、タイ語で8月のことをシンハー・コム（สิงหาคม　しし座の月の意味）という。チベット語ではセンゲ (sengge, seng ge) となまる。チベット亡命政府が国旗として採用している雪山獅子旗や国章には、向かい合う二頭のセンゲが描かれている。
スリランカの国旗にも赤地上に描かれている。